# غرايم مودي
غرايم مودي (بالإنجليزية: Graeme Moody)‏ هو صحفي نيوزلندي، ولد في 1 أغسطس 1951، وتوفي في 24 أغسطس 2011 بسبب غرق.